# BBC 라디오 3
BBC 라디오 3(BBC Radio 3)는 BBC의 라디오 방송 중 하나로, 클래식 음악을 주로 방송한다.

## 역사
BBC 라디오 3의 전신은 1946년 9월 29일에 출범하였던 BBC Third Programme으로 당시에는 저녁 6시부터 6시간 방송되었다. 1957년 9월 30일에는 이 채널 주파수의 평일 이른 저녁 시간에 할당된 "Network 3"이 개국되었는데 이 채널은 교육 프로그램을 취급하였다. 1965년 3월 22일에는 이 채널 주파수의 낮 시간에 할당된 "BBC Music Programme"이 개국하였다. 그리고 1967년 9월 30일에 이들의 채널을 통합하여 BBC 라디오 채널 개편에 맞추어서 BBC 라디오 3의 방송을 시작하였다.
주 편성은 클래식 음악 위주이며 일부 교양 프로그램도 방송한다. 재즈 음악도 방송하며, 간혹 성공회의 저녁기도에 쓰는 성악곡을 생방송 및 녹화중계방송을 하기도 한다.
매년 런던의 로열 앨버트 홀에서 열리는 더 프롬스(The Proms)를 주최하고 중계방송을 하고 있다. 야간 프로그램은 유럽 방송 연맹을 통해서 다른 유럽 방송국들의 음원을 BBC 라디오 3에서 방송하거나, BBC 라디오 3의 프로그램을 다른 유럽 방송국에서 송출하기도 한다.
클래식 음악을 다루는 특성상 다른 라디오 방송국에 비해 음질이 좋은 편이다. 디지털 오디오 방송의 비트레이트는 192kbps이며, 인터넷 및 스마트폰 방송에서는 320kbps 송출로도 들을 수 있다. 스마트폰에서는 TuneIn Radio 앱에서도 기본 48kbps AAC/WMA외 옵션에서 320kbps AAC 선택이 가능하다.
고음질 외에 본래의 음이 왜곡되는 경우를 막기 위해 저녁 황금시간대에서는 음원 보정 작업을 거치지 않고 송출한다. 이외 시간대에서는 약간의 음 보정을 거치고 방송하기도 한다.

## 방송 송출
- FM 라디오 : 90MHz ~ 93MHz
- 디지털 오디오 방송 : 12B
- 프리뷰 : 703
- 프리샛 : 703
- 스카이 UK : 0103
- 버진 미디어 : 903
- UPC 아일랜드 : 909

## 로고

2007년부터 2022년까지 사용한 로고.
2022년부터 현재 사용하고 있는 로고.

## 같이 보기
- KBS 클래식FM